# 智珉
申智珉（韓語：신지민，1991年1月8日—），韓國女歌手，名字常音譯為申智敏或申智玟，曾為韓國女子團體AOA的隊長、主Rapper、吉他手，初中時透過母親申請到中國留學兩年。2015年，在Mnet節目Unpretty Rapstar中出演，知名度因而提升。2020年7月4日，因涉及與前隊友珉娥的欺凌爭議，宣佈退出AOA及中斷演藝活動。2022年7月14日，宣佈重新開始活動，與Alomalo娛樂簽訂了專屬合約，並正式展開個人活動。

## 爭議
2020年7月3日，前隊友珉娥在個人IG上指控智珉自練習生時代就對其霸凌，到珉娥於2019年退團為止，時間長達10年。7月4日，珉娥在IG透露，包含隊長智珉在內的AOA全體成員與經紀人到珉娥家談話，智珉對於珉娥的指控表示全不記得，雙方爭執之後智珉甚至情緒化的表示「刀在哪？只要我死了就可以了吧？」。僵持一段時間後雙方才開始坐下來談話，智珉認為今年父親過世時，雙方恩怨已解開，但是珉娥覺得當下是喪禮，無法好好把事情說開。智珉終仍向珉娥正式道歉，後先行離開，公司職員與成員留下來陪珉娥。珉娥最後說不可能就此釋懷，但現在智珉願意道歉，念在雙方已經過世父親的份上，表示「不管怎樣已經道歉了，我決定接受」。同日晚間，智珉在IG貼出道歉文章，稱自己年紀輕輕就擔任隊長，處理事情的方式太過不成熟，對珉娥以及所有成員道歉。稍晚，珉娥疑似受到該道歉文章刺激，在IG上指智珉曾帶男性回宿舍過夜，並稱因為所有人都幫智珉說話才不得不原諒智珉，但隨後又將該貼文刪除。
2020年7月4日深夜，因霸凌爭議持續擴大，經紀公司FNC娛樂宣布智珉正式退出AOA，並中斷所有演藝活動。FNC娛樂表示，公司將會為這次風波負起全部責任，未來將重新做好藝人管理。

## 作品

### 綜藝節目
| 年度 | 電視台    | 節目名稱                  | 備註       |
| 2015 | Mnet      | 《Unpretty Rapstar》      |            |
| 2015 | MBC       | 《蒙面歌王》              | 藝人評審團 |
| 2015 | Mnet      | 《4種秀》                 |            |
| 2017 | tvN       | 《吃貨48小時 第二季》     |            |
| 2018 | E Channel | 《去爬山的綜藝-山頂會談》 | 固定嘉賓   |
| 2022 | JTBC      | 《第二個世界》            | 參賽者     |

## 音樂作品

### 企劃歌曲
| 發佈日期       | 專輯名稱                     | 歌曲名稱     | 合作歌手 |
| 2016年3月3日   | 《#OOTD(Outfit Of The Day)》 | Call You Bae | Xiumin   |
| 2017年10月26日 | 《#RTJ(Ready To Jimin)》     | Hallelujah   | -        |
| 2018年1月19日  | 《#RTJ(Ready To Jimin)》     | Hey          | -        |

### 廣告歌曲
| 年份   | 廣告           | 歌曲名稱 |
| 2015年 | K'hawah Coffee | Track 2  |

### 合作歌曲
| 發佈日期      | 專輯                        | 歌曲名稱                                     | 合作藝人       |
| 2015年2月27日 | Unpretty Rapstar Track 02   | 《Good Start 2015》（ Prod. by Verbal Jint） | 任瑟雍         |
| 2015年3月13日 | Unpretty Rapstar Track 04   | 《T4SA》（ Prod. by MC Meta）                | MC Meta & Nuck |
| 2015年3月20日 | Unpretty Rapstar Semi-Final | 《PUSS》                                     | IRON           |
| 2015年4月28日 | N Project #1                | 《GOD》                                      | J.Don          |

### 韓國音樂著作權協會
| 成員   | 登記名字     | 編號     | 登記著作 |
| ------ | ------------ | -------- | -------- |
| 申智珉 | 신지민/ 지민 | 10005507 | [ 10 ]   |

## 獎項與榮譽

### 音樂節目獎項
| 主要音樂節目 | 主要音樂節目 | 主要音樂節目          | 主要音樂節目        | 主要音樂節目           | 主要音樂節目     | 主要音樂節目                | 主要音樂節目         | 主要音樂節目 |
| 專輯         | 歌曲         | Mnet 《M! Countdown》 | KBS2 《Music Bank》 | MBC 《Show! 音樂中心》 | SBS 《人氣歌謠》 | MBC Music 《Show Champion》 | SBS MTV 《THE SHOW》 | 備註         |
| 2015年       | 2015年       | 2015年                | 2015年              | 2015年                 | 2015年           | 2015年                      | 2015年               | 2015年       |
| ------------ | ------------ | --------------------- | ------------------- | ---------------------- | ---------------- | --------------------------- | -------------------- | ------------ |
| N PROJECT #1 | GOD          | 7                     | 48                  | 32                     | 26               | 18                          | 7                    | 與J.DON      |
| 2016年       |              |                       |                     |                        |                  |                             |                      |              |
| 呀 我想      | 呀 我想      | /                     | 7                   |                        | 2                | 4                           | /                    | Feat.Xiumin  |

## 外部連結
- 智珉的Instagram帳戶
- 智珉的新浪微博